# Кабак, Озан
Озан Мухаммед Кабак (тур. Ozan Muhammed Kabak; родился 25 марта 2000, Анкара, Турция) — турецкий футболист, защитник немецкого клуба «Хоффенхайм» и сборной Турции.

## Клубная карьера

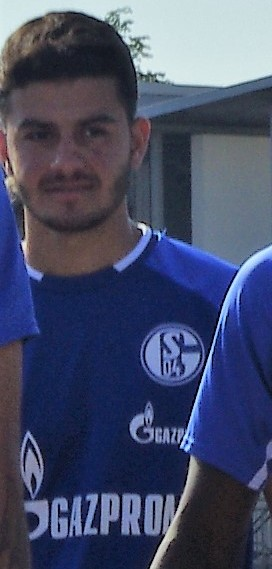
Кабак на тренировке «Шальке 04»

Кабак — воспитанник клуба «Галатасарай». 12 мая 2018 года в матче против «Ени Малатьяспора» он дебютировал в турецкой Суперлиге, заменив во втором тайме Райана Донка. В своём дебютном сезоне Озан стал чемпионом Турции. В начале 2019 года Кабак перешёл в немецкий «Штутгарт», подписав контракт на 5 лет. Сумма трансфера составила 11 млн евро. 27 января в матче против «Баварии» он дебютировал в немецкой Бундеслиге. 3 марта в поединке против «Ганновер 96» Озан забил свой первый гол за «Штутгарт».
Летом того же года Кабаком активно интересовались итальянский «Милан» и английский «Тоттенхэм Хотспур», но в итоге игрок за 15 млн евро перешёл в «Шальке 04», подписав контракт на 5 лет. 15 сентября в матче против «Падерборн 07» он дебютировал за новый клуб.
3 ноября в поединке против «Аугсбурга» Озан забил свой первый гол за «Шальке».
2 февраля 2021 года присоединился к английскому «Ливерпулю» на правах аренды до конца сезона 2020/21.
23 июля 2022 года перешёл в «Хоффенхайм» за 5 млн евро.

## Международная карьера
В 2017 году Кабак в составе юношеской сборной Турции принял участие в юношеском чемпионате Европы в Хорватии. На турнире он сыграл в матчах против команд Испании, Италии, Англии Хорватии и Венгрии.
В том же году Кабак принял участие в юношеском чемпионате мира в Индии. На турнире он сыграл в матчах против команд Новой Зеландии, Мали и Парагвая.
17 ноября 2019 года в отборочном матче чемпионата Европы 2020 против сборной Андорры Кабак дебютировал за сборную Турции.

## Достижения
«Галатасарай»
- Чемпион Турции: 2017/18